# Krokigtjärnen, Ångermanland
Krokigtjärnen är en sjö i Sollefteå kommun i Ångermanland och ingår i Ångermanälvens huvudavrinningsområde.